# 納曼干
納曼干是烏茲別克的城市，也是納曼干州負責管轄，位於該國東部，距離首都塔什干約300公里，面積91平方公里，海拔高度476米，2011年人口449,200，是全國第三大城市。

## 外部連結
[在维基数据编辑]
 《清史稿/卷529》，出自趙爾巽《清史稿》
- Political Salience of Ethnic Identities in Namangan and Samarqand (pdf)
- （页面存档备份，存于）